# Бригит Нилсен
Бригит Гите Нилсен (дан. Brigitte Gitte Nielsen) је данска глумица, рођена 15. јула 1963. године у Рјодовреу (Данска).

## Филмографија
| Улоге Бригит Нилсен |                              |               |                |          |
| Година              | Српски назив                 | Изворни назив | Улога          | Напомена |
| 1985.               | Црвена Соња                  |               | Црвена Соња    |          |
| 1985.               | Роки 4                       |               | Људмила Драго  |          |
| 1986.               | Кобра                        |               | Ингрид Кнудсен |          |
| 1987.               | Полицајац са Беверли Хилса 2 |               | Карла Фрај     |          |
| 2018.               | Крид 2                       |               | Људмила Драго  |          |